# Alexander Richard Marx
Alexander Richard Marx (* 7. Februar 1815 in Nürnberg; † 23. Februar 1851 ebenda) war ein deutscher Maler, Kupfer- und Stahlstecher sowie Verleger in Nürnberg.

## Leben und Werk
Alexander Richard Marx war der Sohn des Zinngießers Johann Wilhelm Marx. Er studierte an der Kunsthochschule München und war Schüler von Friedrich Geissler. Nach seinem Studium war er als Landschaftsmaler, Kupfer- und Stahlstecher sowie Verleger in Nürnberg tätig. Seine bekanntesten Werke sind: „Pittoreske Ansichten des Ludwig-Donau-Main Kanals“ und „Wanderungen durch das Pegnitztal“. Er starb in geistiger Umnachtung.

Werkbeispiele
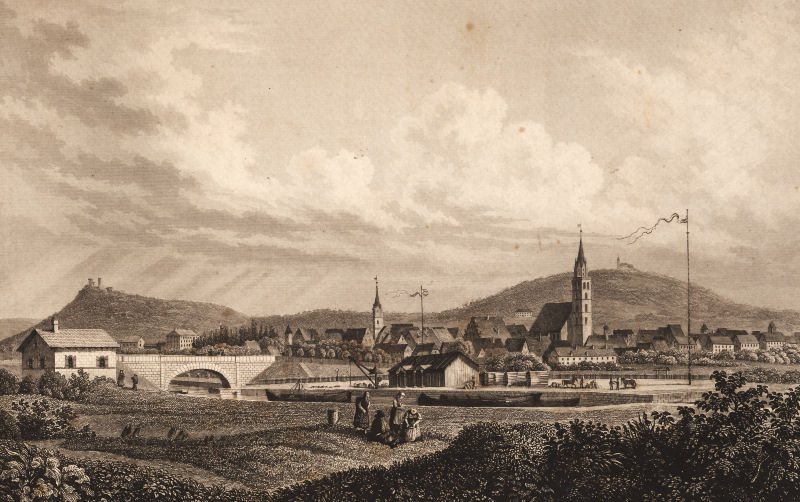
Kanalhafen von Neumarkt, 1845
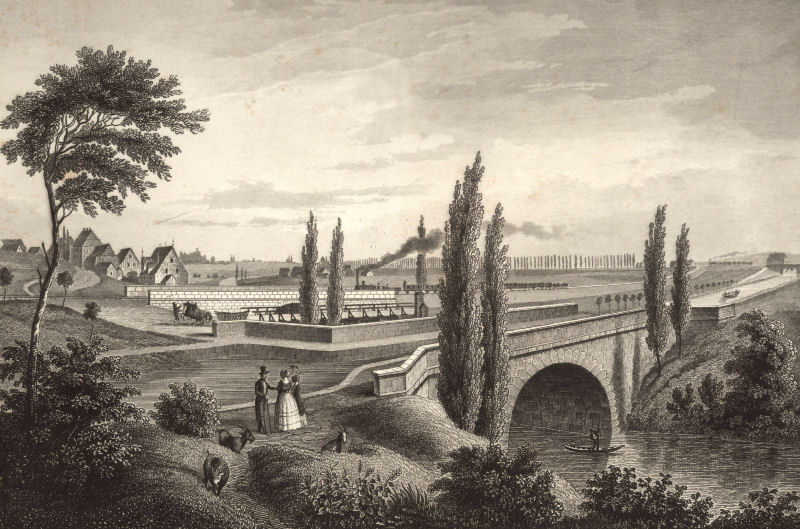
Der Dooser Brück = Kanal mit der Ludwigs Süd-Nord u. Nürnberg-Fürther Eisenbahn, 1845
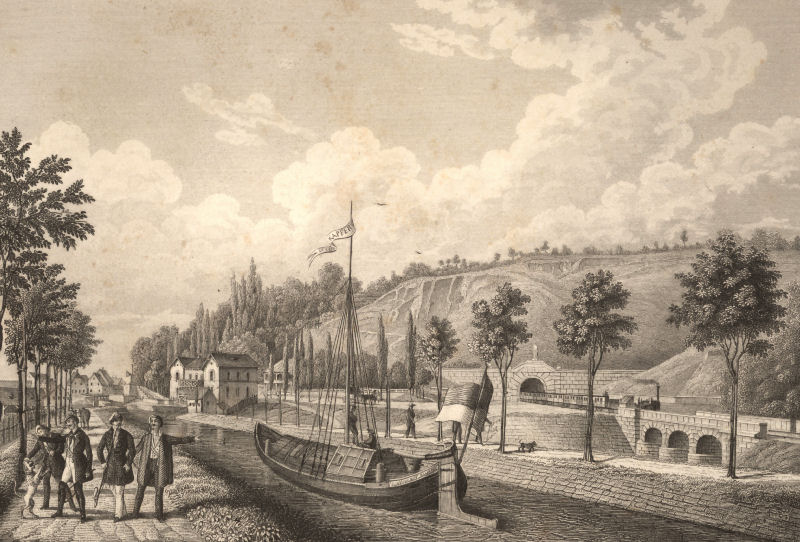
Der Kanal bei Erlangen gegen das Kanalmonument u. dem Ludwig-Süd-Nord-Eisenbahntunnel, 1845
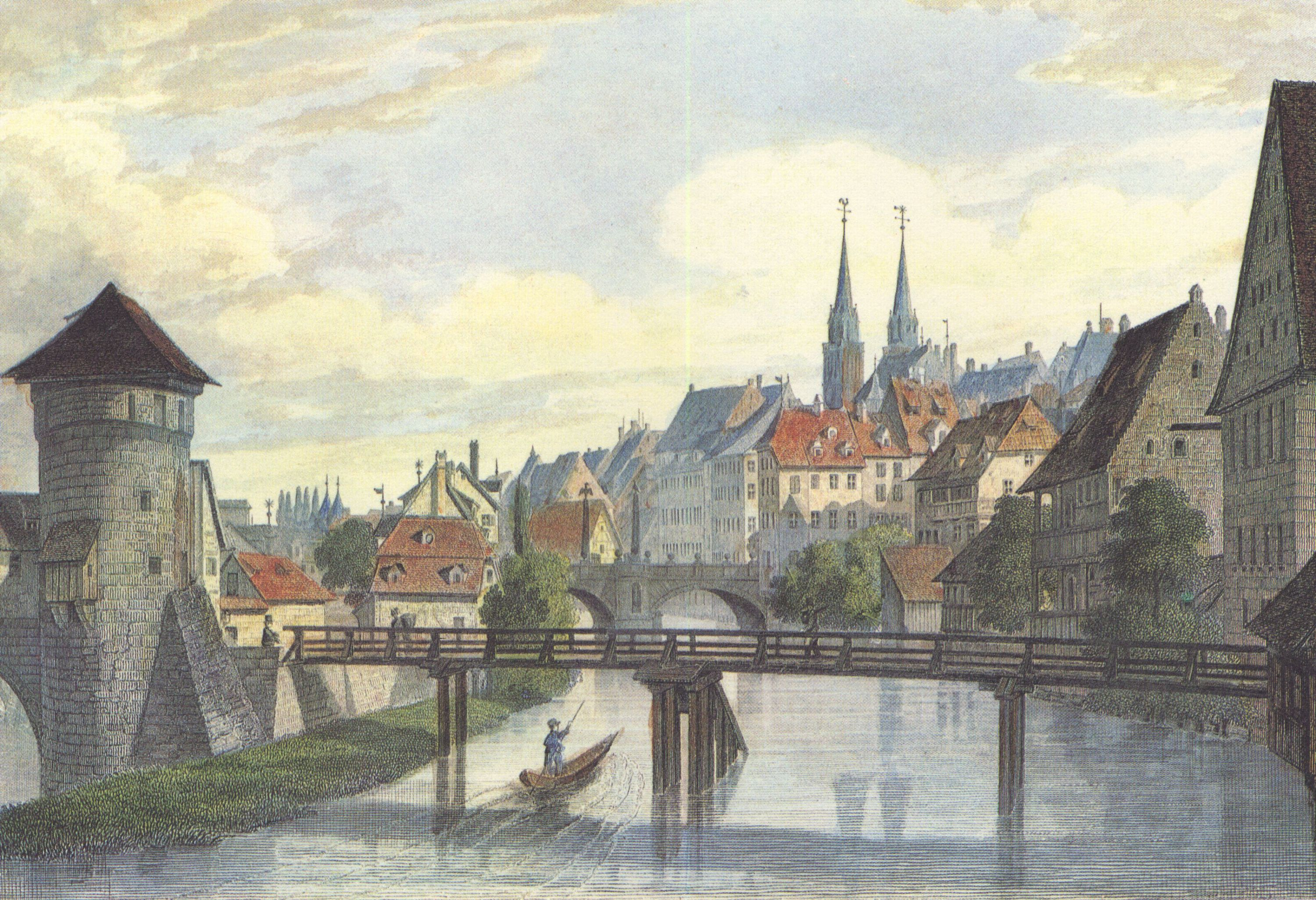
Henkersteg und Karlsbrücke in Nürnberg, um 1850